# Гренада
Гренада (енгл. Grenada) острвска је држава у Средњој Америци. Налази се на југоистоку Карипског мора северно од Тринидада и Тобага и јужно од Светог Винсента и Гренадина.
Гренада је најјужније острво у ланцу Виндвордских острва. Под њену управу спадају и јужна Гренадинска острва. Главна острва су настала од остатака угашених вулкана и вреди их видети због привлачног шумског крајолика. Током сушне сезоне, клима је веома пријатна, дани су топли, а ноћи хладне. Међутим, кад наступи кишно доба године, врућина је неподношљива и дању и ноћу.
Привреда се већином заснива на пољопривреди, те Гренађани извозе какао, орашчић, банане и цимет. Без обзира на ове производе, Гренада се не може похвалити мануфактурном индустријом, премда је туризам постао значајни извор страног капитала. Ова краљевина је омиљено пристаниште бродова који крстаре Карипским морем или уз Мале Антиле

## Етимологија
Порекло имена „Гренада” је нејасно, али је вероватно да су шпански морнари назвали острво по граду Гранада. До почетка 18. века, име „Гренада” или „ла Гренаде” у француском језику, било је у широкој употреби.

## Географија

### Положај
Гренада је острвска земља која се састоји од острва Гранада и шест мањих острва која представљају јужни дeо Гренадина. Гренада се налази северозападно од Тринидада и Тобага, североисточно од Венецуеле и југозападно од Сент Винсента и Гренадина. Површина државе износи 348,5 km².

### Клима
Клима је тропска: врућа и влажна у сушној сезони и расхлађена умереним падавинама у кишној сезони. Температуре се крећу од 32 °C до 22 °C и ретко су испод 18 °C. Гренада, која се налази на јужном рубу појаса урагана, претрпела је само три урагана у педесет година.

## Историја
Гренаду је открио Колумбо на свом трећем путовању, а од средине 17. века насељавају је Французи. Британци острво освајају 1762. током Седмогодишњег рата и проглашавају га својом колонијом. У саставу британске Западноиндијске Федерације 1958-62, 1967. добија самоуправу, а независност 1974. Војне снаге Сједињених Америчких Држава су извршиле инвазију на острво 1983. и свргнуле прокубански режим.

### Геолошка историја
Пре отприлике 2 милиона година у ери плиоцена, подручје данашње Гренаде настало је из плитког мора као подморнички вулкан. У новије време вулканска активност није постојала, осим неких њених врелих извора и подводног вулкана Кик 'ем Џени. Већина терена Гренаде састављена је од вулканске активности која се одвијала пре 1-2 милиона година. Било би много непознатих вулкана одговорних за настанак Гренаде, укључујући главни град Гренаде Сент Џорџис са потковицом лука, збрињавање. Два изумрла вулкана, која су сада кратерска језера, језеро Гранд Етанг и језеро Антоан, такође су допринела формирању Гренаде.

### Претколумбовски период
Гренаду су први населили народи из Јужне Америке, вероватно током архаичног доба Кариба, мада недостају коначни докази. Најраније потенцијално људско присуство потиче из посредничких доказа језерских језгара, почев од ~3600. п. н. е. Мање краткотрајна, стална села започела су око ~300. године нове ере. Популација је достигла врхунац између 750. и 1250. године после Христа, са великим променама у становништву након тога, потенцијално резултат регионалне суше и/или „инвазије Kариба“, иако се последња ослања на изузетно посредне доказе.

### Колонијални период

#### Европски долазак
Сматра се да је Кристифор Колумбо био први Европљанин који је Гренаду видео 1498. године током свог трећег путовања, назвавши је 'Kонцепцион'. Шпанци то откриће нису наставили искористили, већ су Енглези први покушали да колонизују острво 1609. године; међутим отерали су их домаћи карипски народи.

#### Француска колонија (1649–1763)
Године 1649, француска експедиција од 203 мушкарца са Мартиника коју је водио Жак Диел ду Парке основала је стално насеље на Гренади. Они су потписали су мировни уговор са карипским поглавицом Кајроуаном, али за након неколико месеци избио је сукоб између две заједнице. То је трајало до 1654. године када су Французи острво потпуно потчинили. Аутохтони народи који су преживели или су отишли на суседна острва или су се повукли у удаљеније делове Гренаде, где су на крају нестали током 1700-их. Рат је настављен током 1600-их између Француза на Гренади и Карибљана из данашње Доминике и Сент Винсента и Гренадина.
Французи су своју нову колонију назвали Ла Гренад, а економија се у почетку заснивала на шећерној трсци и индигу, а радили су афрички робови. Французи су основали главни град познат као Форт Ројал (касније Сент Џорџиз). Да би се склонила од урагана, француска морнарица би се често склонила у природну луку главног града, јер ниједно оближње француско острво није имало природну луку у упоредиву са оном Форт Ројалу. Британци су заузели Гренаду током Седмогодишњег рата 1762.

#### Британски колонијални период
Гренада је формално уступљена Британији Паришким уговором 1763. Французи су поново заузели острво током Америчког револуционарног рата, након што је Комт д'Еста победио у крвавој копненој и поморској Гренадској бици у јулу 1779. Међутим, острво је враћено Британији Версајским уговором 1783. Деценију касније незадовољство британском владавином довело је до профранцуске побуне 1795–96, коју је водио Жулијен Федон, а коју су Британци успешно сузбили.
Како је економија Гренаде расла, све више и више афричких робова насилно је превожено на острво. Британија је на крају забранила трговину робовима унутар Британског царства 1807. године, а ропство је у потпуности забрањено 1834. године. У настојању да ублаже каснији недостатак радне снаге, мигранти из Индије доведени су у Гренаду 1857. године.
Мушкатни орашчић је уведен на Гренади 1843. године путем једног трговачког брода на путу за Енглеску из Источне Индије. На броду је била мала количина дрвећа мушкатног орашчића које су оставили у Гренади, а ово је био почетак индустрије мушкатног орашчића у Гренади која сада даје скоро 40% светског годишњег урода.

#### Каснији колонијални период
1877. Гренада је постала крунска колонија. Теофилус А. Марисов основао је 1917. Удружење репрезентативне владе (РГА) како би се залагао за нову и партиципативну уставну диспензацију за гренадски народ. Деломично као резултат Марисововог лобирања, Дрвна комисија 1921–22 закључила је да је Гренада спремна за уставну реформу у облику модификоване владе крунске колоније. Ова измена је Гренађанима дала право да изаберу пет од 15 чланова Законодавног већа, по ограниченој имовинској франшизи која омогућава најбогатијим 4% одраслих Гренађана да гласају.

#### Независност
Независност је дата 7. фебруара 1974. под вођством Ерика Гајрија, који је постао први премијер Гренаде. Гренада је одлучила остати унутар Комонвелта, задржавајући краљицу Елизабету као монарха, коју локално представља генерални гувернер. Грађански сукоб је постепено избио између владе Ерика Гајрија и неких опозиционих странака, укључујући Марксистички покрет нових драгуља (ЊМ). Гајри и ГУЛП победили су на општим изборима у Гренади 1976. године, иако са смањеном већином, међутим опозиција је сматрала резултате неважећим због преваре и насилног застрашивања које је извела такозвана 'Мангус банда', приватна милиција лојална Гајрију.
Дана 13. марта 1979., док је Гајри био ван земље, ЊМ је покренуо бескрвни преврат којим је уклоњен Гајри, суспендован устав и успостављена Народна револуционарна влада (ПРГ), на чијем је челу био Маурис Бишоп који се прогласио премијером. Његова марксистичко-лењинистичка влада успоставила је блиске везе са Кубом, Никарагвом и другим земљама комунистичког блока. Све политичке партије осим Покрета нових драгуља биле су забрањене и нису одржани избори током четири године владавине ПРГ -а.

#### Након независности
Неколико година касније дошло је до спора између Бишопа и одређених високих чланова ЊМ-а. Иако је Бишоп сарађивао са Кубом и СССР-ом по разним питањима трговине и спољне политике, настојао је да задржи статус "несврстаног". Дана 16. октобра 1983. Бернард Корд и његова супруга Филис, уз подршку гренадске војске, извели су пуч против владе Маурис Бишопа и ставили Бишопа у кућни притвор.
Амерички председник Роналд Реган изјавио је да је посебно забрињавајуће присуство кубанских грађевинских радника и војног особља који су градили узлетиште од 3000 метара на Гренади. Бишоп је изјавио да је сврха узлетишта омогућавање комерцијалним авионима да слете, али неки амерички војни аналитичари тврдили су да је једини разлог за изградњу тако дугачке и ојачане писте био тај да је могу користити тешки војни транспортни авиони. САД је извршила инвазију на Гренаду, 25. октобра 1983. Напредак је био брз и у року од четири дана Американци су сменили војну владу Хадсона Остина. Инвазију су оштро критиковале британске владе, Тринидад и Тобаго и Канада. Генерална скупштина Уједињених нација осудила је то као "флагрантно кршење међународног права" изгласавањем 108 гласова за, 9 против и 27 уздржаних. Савет безбедности Уједињених нација разматрао је сличну резолуцију, коју је подржало 11 држава. Међутим, Сједињене Државе су ставиле вето на предлог.

#### Хапшења након инвазије
Након инвазије, предреволуционарни гренадски устав поново је ступио на снагу. Осамнаест припадника ПРГ / ПРА ухапшено је под оптужбом у вези са убиством Мауриса Бишопа и седам других. Међу њих 18 било је и највише политичко руководство Гренаде у време егзекуције, заједно са читавим војним ланцем команде који је био директно одговоран за операцију која је довела до егзекуција. Четрнаест је осуђено на смрт, један је проглашен кривим, а тројица су осуђена на 45 година затвора. Смртне казне на крају су преиначене у затворске казне. Они који су у затвору постали су познати као 'Гренада 17'.

#### Гренада након 1983. године
Када су се америчке трупе повукле из Гренаде у децембру 1983. године, генерални гувернер Скун је именовао Николаса Брајтвајта из Национално-демократског конгреса за премијера привремене управе док се избори не могу организовати. Први демократски избори од 1976. одржани су у децембру 1984. године, а победила их је Национална странка Гренада под водством Херберта Блејза, који је био премијер до своје смрти у децембру 1989.
У периоду 2000–2002. већина контроверзи касних 1970 -их и раних 1980 -их поново је уведена у јавну свест отварањем комисије за истину и помирење. Комисијом је председавао римокатолички свештеник, отац Марк Хејнс, а њен задатак је био да открије неправде произашле из ПРА-е, Бискуповог режима и раније. Одржао је низ саслушања широм земље. Роберт Фанович, шеф Презентацијског колеџа браће (ПБЦ) у Сент Џорџизу, задужио је неке од својих старијих студената да спроведу истраживачки пројекат у то доба, а посебно у чињеницу да тело Мауриса Бишопа никада није откривено. Патерсон је такође открио да је у гренадском друштву још увек било много огорчености произашлих из тог доба и осећај да постоје многе неправде које се још увек не решавају.
Дана 7. септембра 2004., након што је 49 година било без урагана, острво је директно погодио ураган Иван.

## Административна подела
Гренада је подељена на шест општина: Карикасоу и Петит Мартиник (нису на слици) имају статус зависности.

### Људска права
Хомосексуалност је у Гренади незаконита и кажњива затвором.

## Становништво
Око 80% становништва су потомци афричких робова које су довели Европљани. Остатак чини аутохтоно карипско становништво. Неколико породица аутохтоног становништва Кариба и Аравака преживело је француску чистку у Саутеурсу. Мали проценат потомака радника без запослења из Индије доведен је у Гренаду између 1857. и 1885. године, углавном из држава Бихара и Утар Прадеша. Данас, Гренађани индијског порекла чине 2,2% становништва. Постоји и мала заједница француских и енглеских потомака. Остатак становништва је мешовитог порекла (13%).
Готово цeло становништво говори енглеским језиком. Најраширенија вера је хришћанство: половину чине католици, а од протестаната најбројнији су англиканци.

## Привреда
Гренада има малу економију у којој туризам остварује највећи приход од девиза. Главни краткорочни проблеми су растући фискални дефицит и погоршање биланса спољног рачуна. Гренада дели заједничку централну банку и заједничку валуту (источно-карипски долар) са још седам чланица Организације држава источног Кариба (ОЕЦС).
Гренада је патила од великог проблема спољног дуга, са отплатама државног дуга у износу од око 25% укупних прихода у 2017. години; Гренада је наведена као девета отпозади у студији о 126 земаља у развоју.
Раширена је производња зачина: цимета, клинчића, ђумбира и мушкатног орашчића. У новије вријеме замах добијају туризам и трговина.
Туризам је главни ослонац економије Гренаде. Конвенционални туризам на плажи и спортови на води углавном је фокусиран на југозападни регион око Светог Ђорђа, аеродрома и обалног појаса. Екотуризам постаје све значајнији. Већина малих еколошких пансиона налази се у парохијама Сент Дејвид и Сент Џон. Туристичка индустрија драматично се повећава изградњом великог пристаништа и еспланаде за крстарење.

## Галерија
- Главни град Гренаде, Сент Џорџиз.
- Грб Гренаде из периода 1875-1903.
- Карневал на Гренади.
- Карневал на Гренади.
- Карневал на Гренади.